# Zamia portoricensis
Zamia portoricensis är en kärlväxtart som beskrevs av Urban. Zamia portoricensis ingår i släktet Zamia och familjen Zamiaceae. IUCN kategoriserar arten globalt som starkt hotad. Inga underarter finns listade i Catalogue of Life.

## Bildgalleri

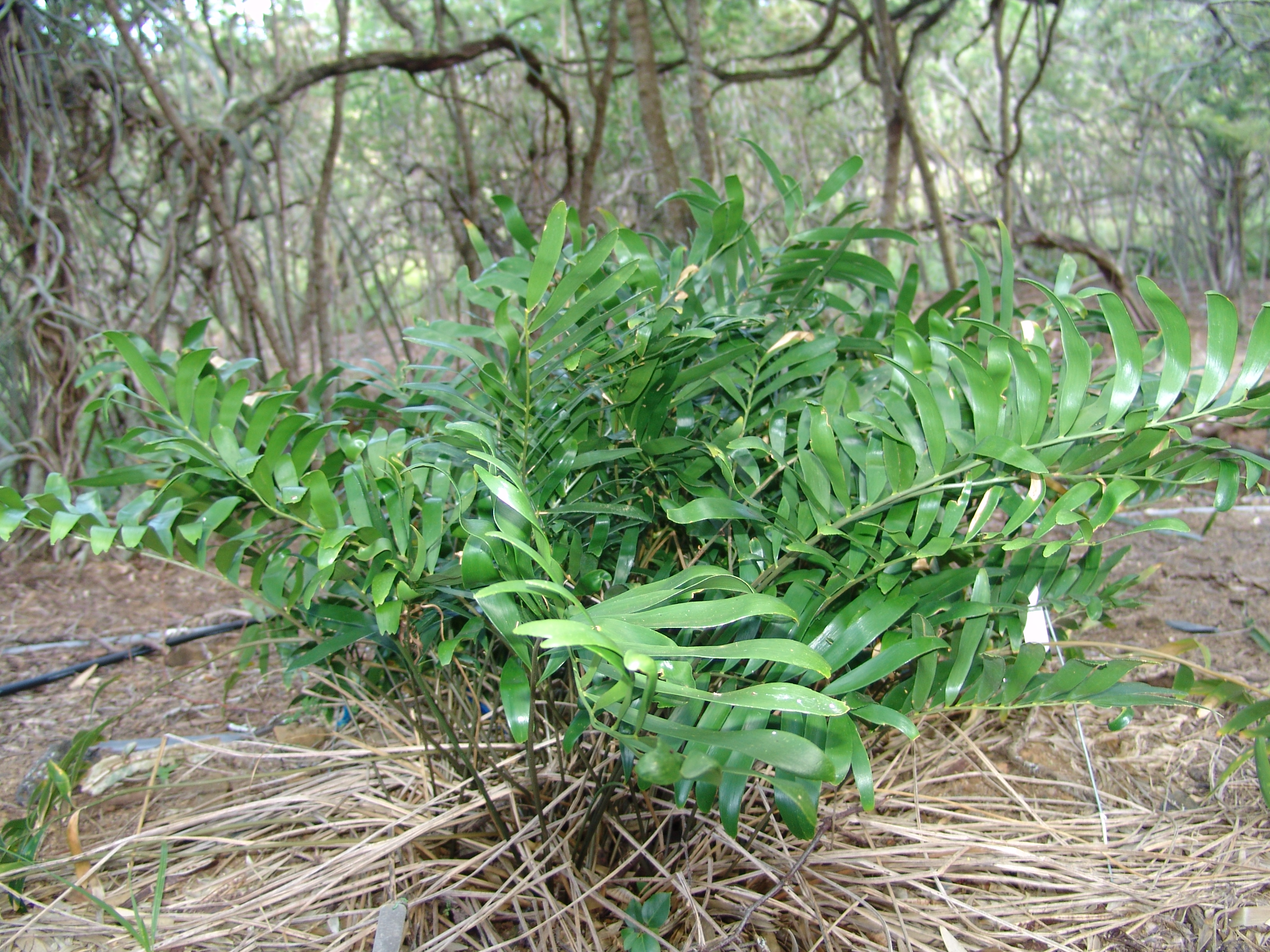
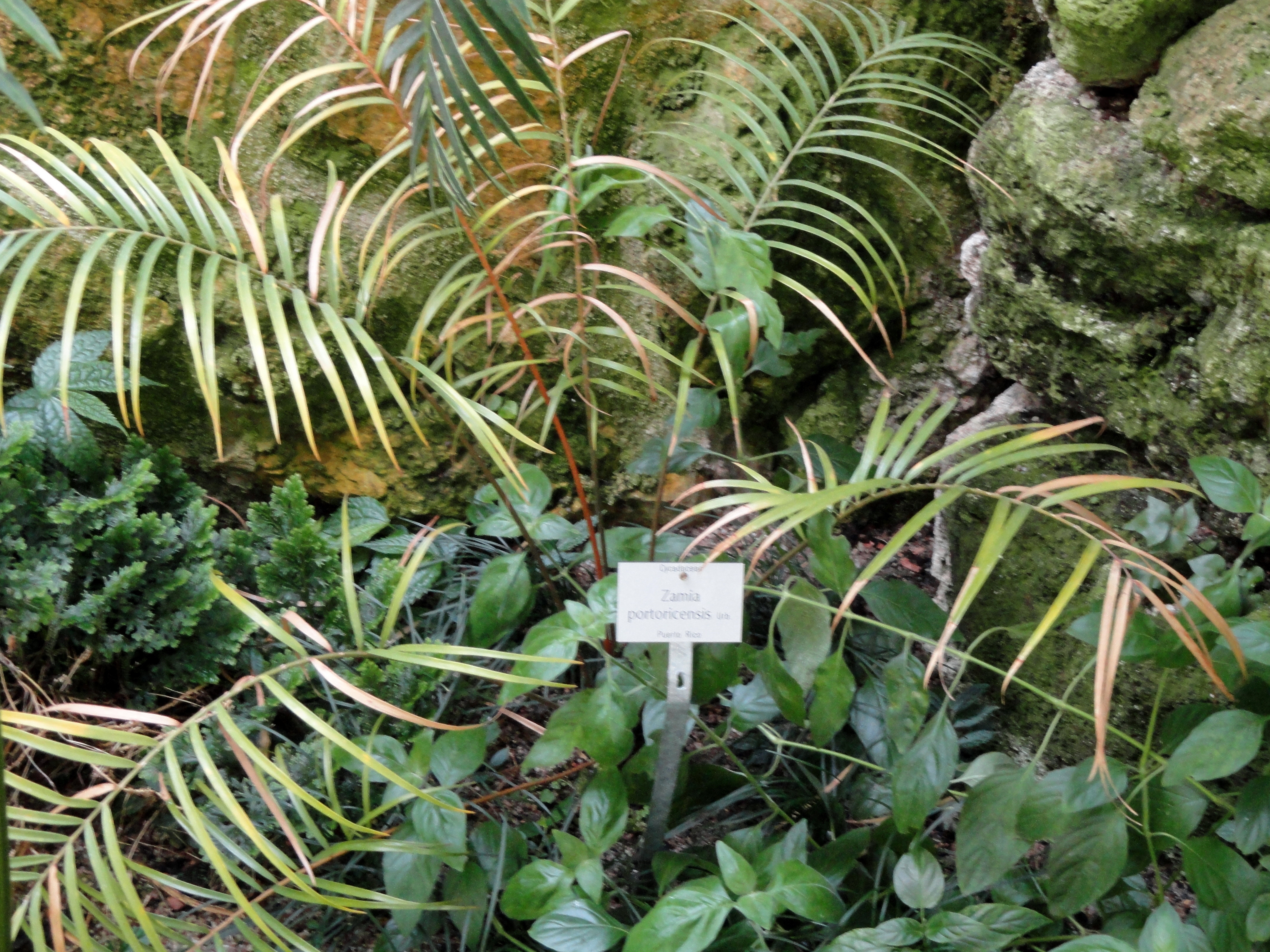